# Evropoúli
Evropoúli (grec moderne : Εβροπούλοι) est une localité située dans le dème de Corfou-Centre et des îles Diapontiques, dans le district régional de Corfou, dans la périphérie des Îles Ioniennes, en Grèce.
Selon le recensement de 2021, elle compte 371 habitants. Le Musée Kapodístrias est situé dans le village.